# Josh Brolin
Josh James Brolin (Santa Mónica, California, 12 de febrero de 1968), es un actor de cine y televisión estadounidense. 
Su primer papel fue en la película Los Goonies en 1985. Desde entonces ha aparecido en varias películas y es conocido por papeles como Llewellyn Moss en No Country for Old Men, el Agente K joven en Hombres de negro III, el presidente George W. Bush en W., Dan White en Milk (por la cual recibió nominaciones al Óscar y SAG como mejor actor de reparto), en el Universo cinematográfico de Marvel como Thanos en Avengers: Age of Ultron (escenas poscreditos), Avengers: Infinity War y Avengers: Endgame, en la serie animada What If...? o como Nathan Summers / Cable en Deadpool 2. Además, ha tenido papeles en películas como El hombre sin sombra, In the Valley of Elah, American Gangster, True Grit, Sin City: A Dame to Kill For, Hail, Caesar! y Dune. 
Es hijo del actor James Brolin.

## Biografía
Brolin nació en Santa Mónica, California, hijo de Jane Cameron (de apellido de soltera Agee), una activista de la vida silvestre originaria de Corpus Christi, Texas, y del actor James Brolin. Fue criado en un rancho en Templeton, California, teniendo poco contacto con la carrera como actor de su padre. Sus padres se divorciaron cuando él tenía 16 años de edad. En 1998, su padre se casó con su tercera esposa, la cantante y actriz Barbara Streisand. Brolin empezó a interesarse en la actuación después de tomar clases de improvisación durante la secundaria.
Por parte paterna es de ascendencia suizo-alemana, inglesa, escocesa e irlandesa, y por el lado materno es de ascendencia inglesa y escocesa. El apellido de la familia originalmente era Bruderlin (suizo), el cual luego sería cambiado a Brolin.
Durante su adolescencia, formó parte de un grupo de amigos llamado "Cito Rats". En una entrevista en 2014 comentó: "Era Santa Bárbara. En los años 80. En la era del punk rock. Estaban los hijos de los padres irresponsables ricos o los hijos de los padres irresponsables pobres, era una mezcla. Pero básicamente crecimos de la misma manera. Nunca he visto un grupo como ese antes o desde entonces". Admitió haber robado automóviles para pagar por drogas, incluyendo heroína, una droga sobre la cual comentó que no le gustaba: "Es decir, nunca me enganché a eso y nunca me mató, lo que es algo bueno". La mayoría de los amigos con los que creció murieron; confirmando un total de 24.

## Carrera
Empezó su carrera en series de televisión antes de conseguir un papel más relevante como Brand Walsh en la película Los Goonies (1985), dirigida por Richard Donner. Fue tenido en cuenta para el papel de Tom Hanson en la serie 21 Jump Street; junto a Johnny Depp fueron los finalistas para el rol, periodo durante el cual ambos actores se hicieron amigos. El papel fue finalmente para Depp. Brolin apareció luego como invitado en un episodio de la primera temporada de la serie.
Brolin insinuó que se alejó del cine durante años después del estreno de su segunda película, Thrashin' (1986), donde según él tuvo una actuación "horrenda". Durante varios años, actuó en obras de teatro en Rochester, Nueva York, a menudo junto a su mentor y amigo Anthony Zerbe. Uno de sus papeles más importantes durante sus comienzos fue el de Wild Bill Hickok en la serie wéstern de televisión The Young Riders, la cual duró tres temporadas, de 1989 a 1992. Otras dos series de las que formó parte fueron Winnetka Road (1994) y Mister Sterling (2003), ambas canceladas tras pocos episodios.
Su extenso trabajo en el cine incluye varios roles como villano en películas de fines de los años 2000 y principios de los 2010, como Planet Terror, Milk, American Gangster y Wall Street 2: el dinero nunca duerme, de Oliver Stone. También protagonizó la película ganadora del Óscar No Country for Old Men, de los hermanos Coen.
Protagonizó otra cinta de Oliver Stone en 2008, titulada W., una película biográfica sobre sucesos clave en la vida del expresidente de Estados Unidos George W. Bush. Para el papel, Stone convenció a un dubitativo Brolin. Sobre su decisión de elegirlo para el papel, Stone dijo:

Siempre me pareció que él era la persona adecuada. Aunque atractivo de un modo clásico, creo que se consideraría a sí mismo un actor de carácter antes que nada, y fue en este contexto que pensé en él como "W". Claro que Josh tiene el atractivo de una estrella y podía ser protagonista, pero no pienso que necesariamente quiera eso. Pienso que le gusta mucho desaparecer dentro de un personaje.

Desde 2014 Brolin interpreta a Thanos, villano de los cómics de Marvel, dentro del Universo Cinematográfico de Marvel. El actor ha prestado su voz al personaje y lo ha encarnado mediante captura de movimiento en cuatro películas de la franquicia: Guardianes de la Galaxia (2014), Avengers: Age of Ultron (2015), Avengers: Infinity War (2018) y Avengers: Endgame (2019).
Además de Thanos, Brolin interpreta a otro personaje de Marvel, Cable, en la película de 2018 Deadpool 2.

## Vida personal

### Matrimonio y familia

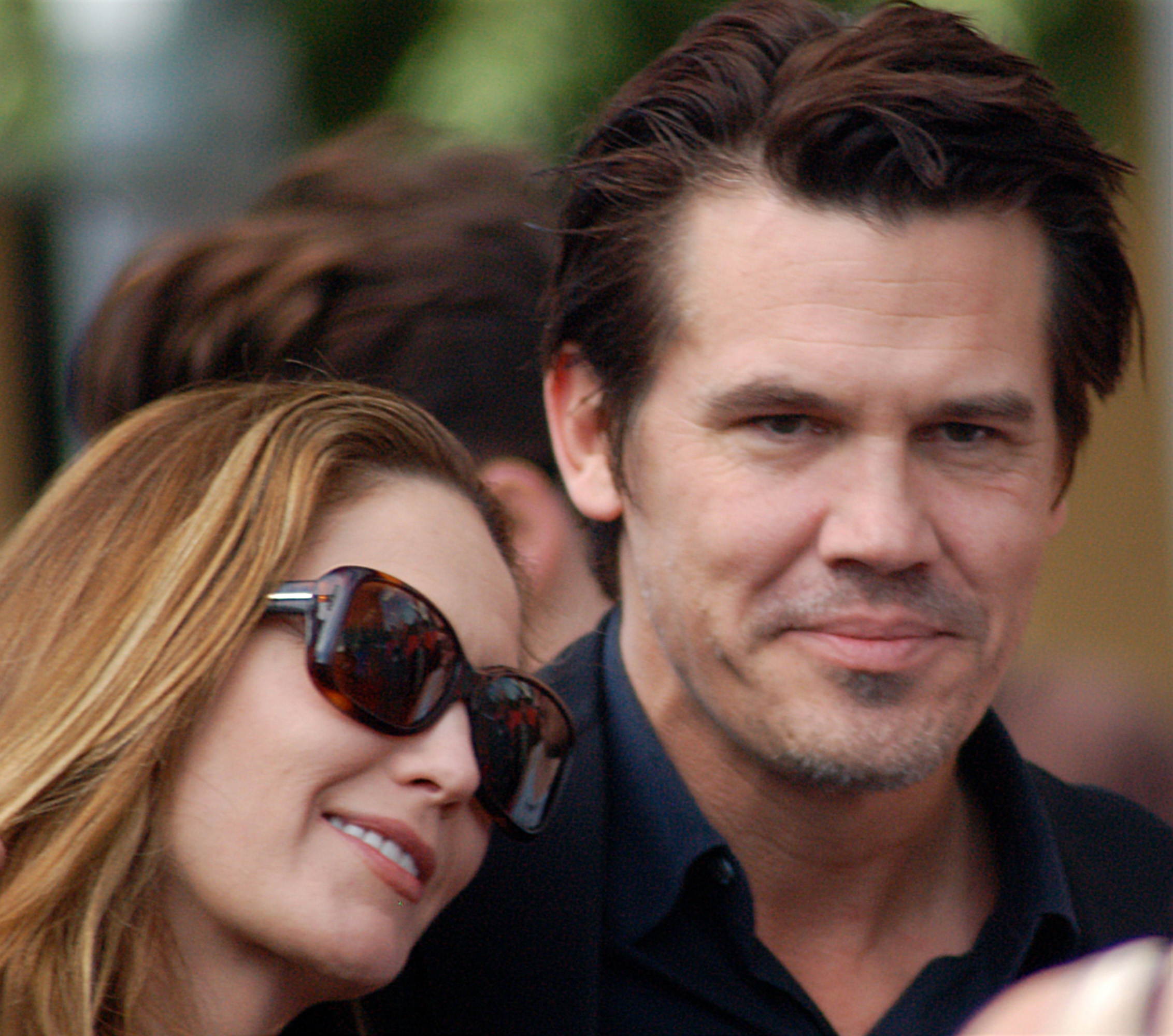
Brolin con su exesposa Diane Lane en diciembre de 2009

Brolin estuvo casado con la actriz Alice Adair desde 1988 a 1994. Tuvieron dos hijos. Estuvo comprometido con la actriz Minnie Driver por seis meses. Se casó con la actriz Diane Lane el 15 de agosto de 2004. Brolin y Lane se divorciaron en 2013. En marzo de 2015, Brolin se comprometió con Kathryn Boyd. Se casaron el 24 de septiembre de 2016 y anunciaron el 29 de mayo de 2018 que estaban esperando su primer hijo. Brolin anunció el 4 de noviembre de 2018 el nacimiento de su tercera hija y la primera de la pareja, Westlyn Reign Brolin. Su cuarta hija y la segunda de la pareja, Chapel Grace Brolin, nació el 25 de diciembre de 2020.

## Filmografía

### Cine
| Año  | Título                                 | Rol                                  |
| ---- | -------------------------------------- | ------------------------------------ |
| 1985 | Los Goonies                            | Brandon "Brand" Walsh                |
| 1986 | Thrashin'                              | Corey Webster                        |
| 1994 | The Road Killers                       | Tom                                  |
| 1996 | Bed of Roses                           | Danny                                |
| 1996 | Flirting with Disaster                 | Tony Kent                            |
| 1997 | Mimic                                  | Josh                                 |
| 1997 | Nightwatch                             | James Gallman                        |
| 1999 | The Mod Squad                          | Billy Waites                         |
| 1999 | Best Laid Plans                        | Bryce                                |
| 2000 | El hombre sin sombra                   | Matthew Kensington                   |
| 2004 | Melinda y Melinda                      | Greg Earlinger                       |
| 2005 | Into the Blue                          | Derek Bates                          |
| 2006 | The Dead Girl                          | Tarlow                               |
| 2007 | Planet Terror                          | Dr. William Block                    |
| 2007 | In the Valley of Elah                  | Chief Buchwald                       |
| 2007 | No Country for Old Men                 | Llewelyn Moss                        |
| 2007 | American Gangster                      | Det. Reno Trupo                      |
| 2008 | Milk                                   | Dan White                            |
| 2008 | W.                                     | George W. Bush                       |
| 2009 | Women in Trouble                       | Nick Chapel                          |
| 2010 | Wall Street 2: el dinero nunca duerme  | Bretton James                        |
| 2010 | Conocerás al hombre de tus sueños      | Roy                                  |
| 2010 | Jonah Hex                              | Jonah Hex                            |
| 2010 | True Grit                              | Tom Chaney                           |
| 2012 | Hombres de negro III                   | Joven Agente K                       |
| 2013 | Gangster Squad                         | John O'Mara                          |
| 2013 | Labor Day                              | Frank Chambers                       |
| 2013 | Oldboy                                 | Joe Doucett                          |
| 2014 | Sin City: A Dame to Kill For           | Dwight McCarthy                      |
| 2014 | Inherent Vice                          | Det. Christian "Bigfoot" Bjornsen    |
| 2014 | Guardianes de la Galaxia (película)    | Thanos (voz y captura de movimiento) |
| 2015 | Avengers: Age of Ultron                | Thanos (voz y captura de movimiento) |
| 2015 | Everest                                | Beck Weathers                        |
| 2015 | Sicario                                | Matt Graver                          |
| 2016 | Hail, Caesar!                          | Eddie Mannix                         |
| 2017 | Only the Brave                         | Eric "Supe" Marsh                    |
| 2018 | De caza con papá                       | Buck Ferguson                        |
| 2018 | Avengers: Infinity War                 | Thanos (voz y captura de movimiento) |
| 2018 | Deadpool 2                             | Nathan Summers / Cable               |
| 2018 | Sicario: Day of the Soldado            | Matt Graver                          |
| 2019 | Avengers: Endgame                      | Thanos (voz y captura de movimiento) |
| 2021 | Dune                                   | Gurney Halleck                       |
| 2024 | Dune: parte dos                        | Gurney Halleck                       |
| 2025 | Weapons                                | Archer Graff                         |
| 2025 | The Running Man                        | Dan Killian                          |
| 2025 | Wake Up Dead Man: A Knives Out Mystery | Padre Frank                          |

### Televisión
| Año       | Título                          | Rol                             | Notas                                                  |
| --------- | ------------------------------- | ------------------------------- | ------------------------------------------------------ |
| 1986      | Highway to Heaven               | Josh Bryant                     | Episodio: "Finish Line"                                |
| 1987–1988 | Private Eye                     | Johnny Betz                     | 7 episodios                                            |
| 1987      | 21 Jump Street                  | Taylor Rolator                  | Episodio: "My Future's So Bright, I Gotta Wear Shades" |
| 1989      | Finish Line                     | Glenn                           | Película para televisión                               |
| 1989–1992 | The Young Riders                | James Butler "Wild Bill" Hickok | 67 episodios                                           |
| 1994      | Winnetka Road                   | Jack Passion                    | 6 episodios                                            |
| 1995      | The Outer Limits                | Jack Pierce                     | Episodio: "Virtual Future"                             |
| 1997      | Gang in Blue                    | Keith DeBruler                  | Película para televisión                               |
| 2000      | Picnic                          | Hal Carter                      | Película para televisión                               |
| 2003      | Mister Sterling                 | Senador Bill Sterling           | 10 episodios                                           |
| 2005      | Into the West                   | Jedediah Smith                  | Episodio: "Wheel to the Stars"                         |
| 2008–2012 | Saturday Night Live             | Él mismo (anfitrión)            | 2 episodios                                            |
| 2012      | Mankind: The Story of All of Us | Narrador (voz)                  | 12 episodios                                           |
| 2022      | Outer Range                     | (Royal Abbott)                  | 8 episodios                                            |

## Premios y distinciones
Óscar
| Año  | Categoría              | Película | Resultado |
| ---- | ---------------------- | -------- | --------- |
| 2009 | Mejor actor de reparto | Milk     | Nominado  |

Premios del Sindicato de Actores
| Año  | Categoría              | Película               | Resultado |
| ---- | ---------------------- | ---------------------- | --------- |
| 2009 | Mejor actor de reparto | Milk                   | Nominado  |
| 2008 | Mejor reparto          | No Country for Old Men | Ganador   |

Premios Satellite
| Año  | Categoría                     | Película               | Resultado |
| ---- | ----------------------------- | ---------------------- | --------- |
| 2009 | Mejor Actor - Comedia/Musical | W.                     | Nominado  |
| 2008 | Mejor Actor - Drama           | No Country for Old Men | Ganador   |